# Liste der Wirtschaftsminister Osttimors

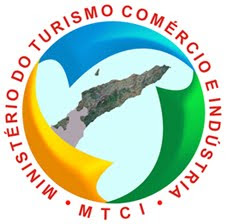
Ministerium für Tourismus, Handel und Industrie

Ministerium für Handel, Industrie und Umwelt

Dies ist eine Liste der Wirtschaftsminister Osttimors seit der Ausrufung der Unabhängigkeit 1975. Zu den Wirtschaftsministern gehören auch die Minister des Ressorts Handel und Industrie. Zusätzlich werden die den Wirtschaftsministerien zugeordneten Vizeminister und Staatssekretäre angegeben.

## Zuschnitt des Ressorts
Die Zuständigkeit für wirtschaftliche Belange wurde in den verschiedenen Kabinetten Osttimors sehr unterschiedlich verteilt. In der  Regierung von 1975 gab es zum einen einen Minister für wirtschaftliche Koordination und Statistik, zum anderen einen Minister für Wirtschaft und Soziales. Der Minister für Wirtschaft der I. Übergangsregierung wurde in der  II. Übergangsregierung zum Minister für Wirtschaft und Entwicklung und in der I. Regierung schließlich in Personalunion mit dem Premierminister der Minister für Entwicklung und Umwelt. Bei der Regierungsumbildung 2005 gab der Premierminister das Ressort an den neuen Minister für Entwicklung, der auch in den beiden folgenden Regierungen als Amt bestehen blieb.
In der IV. Regierung folgte die Teilung des Ressorts in zwei Ministerien. Der Minister für Wirtschaft und Entwicklung war für die Entwicklung von Mikrofinanzierung und Kooperativen zuständig. Das zweite Ministerium unterstand dem Minister für Tourismus, Handel und Industrie. In der V. und VI. Regierung wurden die Ministerien wieder vereinigt, wobei der Minister für Handel, Industrie und Umwelt in der VI. Regierung dem Staatsminister und Koordinator für Wirtschaftsangelegenheiten untergeordnet wurde.
Die VII. Regierung trennte wieder den Minister für Entwicklung und institutionelle Reformen (in Personalunion mit dem Premierminister) und den Minister für Handel und Industrie. In der VIII. Regierung blieben die Ministerämter für die Wirtschaftsressorts aufgrund des Streits mit dem Staatspräsidenten bis 2020 unbesetzt. Die Posten des Ministers für Tourismus, Handel und Industrie und des Ministers für Wirtschaftsangelegenheiten wurden in dieser Zeit kommissarisch geführt.
In der IX. Regierung  hat neben dem Minister für Handel und Industrie der stellvertretende Premierminister Mariano Sabino Lopes die Rolle des koordinierenden Ministers für Angelegenheiten der ländlichen Entwicklung inne.

## Wirtschaftsminister
| Wirtschaftsminister Osttimors         | |      |                              |          |                                   |
| Regierung                             | Amt | Foto | Name                         | Partei   | Amtszeit                          |
| Regierung der FRETILIN/ Exilregierung | Minister für wirtschaftliche Koordination und Statistik                                                                            |      | José Gonçalves               | FRETILIN | 1975–1995 †                       |
| Regierung der FRETILIN/ Exilregierung | Minister für Wirtschaft und Soziales                                                                                               |      | Abílio Araújo                | FRETILIN | 1975–2000                         |
| I UNTAET                              | Minister für Wirtschaft |      | Marí Bin Amude Alkatiri      | FRETILIN | 2000–2001                         |
| II UNTAET                             | Minister für Wirtschaft und Entwicklung In Personalunion mit dem Chefminister                                                      |      | Marí Bin Amude Alkatiri      | FRETILIN | 2001–2002                         |
| I.                                    | Minister für Entwicklung und Umwelt In Personalunion mit dem Premierminister                                                       |      | Marí Bin Amude Alkatiri      | FRETILIN | 2002–2005                         |
| I.                                    | Minister für Entwicklung |      | Abel Ximenes                 | FRETILIN | 2005–2006                         |
| II.                                   | Minister für Entwicklung |      | Arcanjo da Silva             |          | 2006–2007                         |
| III.                                  | Minister für Entwicklung |      | Arcanjo da Silva             |          | 2007                              |
| IV.                                   | Minister für Wirtschaft und Entwicklung                                                                                            |      | João Mendes Gonçalves        | PSD      | 2007–2012                         |
| IV.                                   | Minister für Tourismus, Handel und Industrie MTCI                                                                                  |      | Gil da Costa Alves           | ASDT     | 2007–2012                         |
| V.                                    | Minister für Handel, Industrie und Umwelt                                                                                          |      | António da Conceição         | PD       | 2012–2015                         |
| VI.                                   | Staatsminister und Koordinator für Wirtschaftsangelegenheiten In Personalunion mit dem Minister für Landwirtschaft und Fischerei   |      | Estanislau da Silva          | FRETILIN | 2015–2017                         |
| VI.                                   | Minister für Handel, Industrie und Umwelt                                                                                          |      | António da Conceição         | PD       | 6. Februar 2015 – 10. August 2015 |
| VI.                                   | Minister für Handel, Industrie und Umwelt                                                                                          |      | Constâncio Pinto             | PD       | 2015–2017                         |
| VII.                                  | Minister für Entwicklung und institutionelle Reformen In Personalunion mit dem Premierminister                                     |      | Marí Bin Amude Alkatiri      | FRETILIN | 2017–2018                         |
| VII.                                  | Minister für Handel und Industrie                                                                                                  |      | António da Conceição         | PD       | 2017–2018                         |
| VIII.                                 | Minister für Tourismus, Handel und Industrie (kommissarisch)                                                                       |      | Ágio Pereira                 | CNRT     | 2018–2020                         |
| VIII.                                 | Minister für Wirtschaftsangelegenheiten (kommissarisch)                                                                            |      | Fidelis Leite Magalhães      | PLP      | 2018–2020                         |
| VIII.                                 | Minister für Tourismus, Handel und Industrie MTCI                                                                                  |      | José Lucas do Carmo da Silva | CNRT     | seit 2020                         |
| VIII.                                 | koordinierender Minister für wirtschaftliche Angelegenheiten MCAE                                                                  |      | Joaquim Amaral               | FRETILIN | 2020–2023                         |
| IX.                                   | Stellvertretender Premierminister, koordinierender Minister für Wirtschaft, Minister für Tourismus und Umwelt                      |      | Francisco Kalbuadi Lay       | CNRT     | seit 2023                         |
| IX.                                   | koordinierender Minister für Angelegenheiten der ländlichen Entwicklung In Personalunion mit dem stellvertretenden Premierminister |      | Mariano Sabino Lopes         | PD       | seit 2023                         |
| IX.                                   | Minister für Handel und Industrie MTCI                                                                                             |      | Nino Pereira                 | PD       | 2017–2018                         |

## Vizeminister
| Vizeminister                          |                                                                                              |               |                                 |               |                        |
| Regierung                             | Amt                                                                                          | Foto          | Name                            | Partei        | Amtszeit               |
| Regierung der FRETILIN/ Exilregierung | Vizeminister für wirtschaftliche Koordination und Statistik                                  |               | Hélio Sanches Pina              | FRETILIN      | 1975–†                 |
| I UNTAET                              | nicht besetzt                                                                                | nicht besetzt | nicht besetzt                   | nicht besetzt | 2000–2001              |
| II UNTAET                             | nicht besetzt                                                                                | nicht besetzt | nicht besetzt                   | nicht besetzt | 2001–2002              |
| I.                                    | Vizeminister für Entwicklung                                                                 |               | Arcanjo da Silva                |               | 2005–2006              |
| II.                                   | Vizeminister für Entwicklung                                                                 |               | António Cepeda                  |               | 2006–2007              |
| III.                                  | Vizeminister für Entwicklung                                                                 |               | António Cepeda                  |               | 2007                   |
| IV.                                   | Vizeminister für Wirtschaft und Entwicklung                                                  |               | Rui Manuel Hanjam               | PD            | 2007–2009              |
| IV.                                   | Vizeminister für Wirtschaft und Entwicklung                                                  |               | Cristiano da Costa              | UNDERTIM      | 2009–2012              |
| V.                                    | Vizeminister für Handel, Industrie und Umwelt                                                |               | Abel Ximenes                    | FM            | 2012–2015              |
| VI.                                   | Vizeminister für Handel, Industrie und Umwelt                                                |               | Constâncio Pinto                | PD            | 2015 – 10. August 2015 |
| VI.                                   | Vizeminister für Handel, Industrie und Umwelt                                                |               | Nino Pereira                    | PD            | 2015–2017              |
| VII.                                  | Vizeminister für Entwicklung für öffentliche Arbeiten im Ministerium für Entwicklung         |               | Mariano Renato Monteiro da Cruz |               | 2017–2018              |
| VII.                                  | Vizeminister für Entwicklung für Wohnraum, Planung und Umwelt im Ministerium für Entwicklung |               | Abrão Oliveira                  | FRETILIN      | 2017–2018              |
| VII.                                  | Vizeminister für Entwicklung für Transport und Kommunikation im Ministerium für Entwicklung  |               | Inácio Moreira                  | FRETILIN      | 2017–2018              |
| VII.                                  | Vizeminister für Handel und Industrie im Ministerium für Handel und Industrie                |               | Jacinto Gusmão                  |               | 2017–2018              |
| VIII.                                 | Vizeministerin für kommunalen Tourismus und Kultur                                           |               | Inácia Teixeira                 | FRETILIN      | 2020–2023              |
| VIII.                                 | Vizeminister für Handel und Industrie                                                        |               | Domingos Lopes Antunes          | FRETILIN      | 2020–2023              |
| IX.                                   | Vizeminister für Handel                                                                      |               | Augusto Trindade                | PD            | seit 2023              |

## Staatssekretäre
| Staatssekretäre                       | |               |                                |               |           |
| Regierung                             | Amt | Foto          | Name                           | Partei        | Amtszeit  |
| Regierung der FRETILIN/ Exilregierung | nicht besetzt                                                                                           | nicht besetzt | nicht besetzt                  | nicht besetzt | 1975–2000 |
| I UNTAET                              | nicht besetzt                                                                                           | nicht besetzt | nicht besetzt                  | nicht besetzt | 2000–2001 |
| II UNTAET                             | nicht besetzt                                                                                           | nicht besetzt | nicht besetzt                  | nicht besetzt | 2001–2002 |
| I.                                    | Staatssekretär für Tourismus, Umwelt und Investitionen                                                  |               | José Teixeira                  | FRETILIN      | 2002–2005 |
| I.                                    | Staatssekretär für Umweltschutzkoordination, Territorialordnung und technische Entwicklung              |               | João Baptista Alves            |               | 2005–2006 |
| II.                                   | Staatssekretär für Umweltplanung, Territorialordnung und Entwicklung                                    |               | João Baptista Alves            |               | 2006–2007 |
| III.                                  | Staatssekretär für Umweltplanung, Territorialordnung und Entwicklung                                    |               | João Baptista Alves            |               | 2007      |
| IV.                                   | Staatssekretär für ländliche Entwicklung und Kooperativen im Ministerium für Wirtschaft und Entwicklung |               | Papito Monteiro                | PSD           | 2007–2008 |
| IV.                                   | Staatssekretär für Umwelt im Ministerium für Wirtschaft und Entwicklung                                 |               | Abílo de Deus de Jesus Lima    | ASDT          | 2007–2012 |
| V.                                    | Staatssekretär für Handel                                                                               |               | Ricardo Cardoso Nheu           | FM            | 2012–2015 |
| V.                                    | Staatssekretär für Industrie und Kooperativen                                                           |               | Nino Pereira                   | PD            | 2012–2015 |
| V.                                    | Staatssekretär für Umwelt                                                                               |               | Nominando Soares Martins       | PD            | 2012–2015 |
| VI.                                   | nicht besetzt                                                                                           | nicht besetzt | nicht besetzt                  | nicht besetzt | 2015–2017 |
| VII.                                  | nicht besetzt                                                                                           | nicht besetzt | nicht besetzt                  | nicht besetzt | 2017–2018 |
| VIII.                                 | Staatssekretär für Berufsausbildung und Arbeit im Ministerium für Wirtschaftsangelegenheiten            |               | Julião da Silva                | KHUNTO        | 2018–2020 |
| VIII.                                 | Staatssekretär für Kooperativen im Ministerium für Wirtschaftsangelegenheiten                           |               | Arsénio Pereira da Silva       | CNRT          | 2018–2020 |
| VIII.                                 | Staatssekretär für Umwelt im Ministerium für Wirtschaftsangelegenheiten                                 |               | Demétrio do Amaral de Carvalho | PLP           | 2018–2023 |
| VIII.                                 | Staatssekretär für Berufsausbildung und Arbeit im Ministerium für Wirtschaftsangelegenheiten            |               | Alarico de Rosário             | KHUNTO        | 2020–2023 |
| VIII.                                 | Staatssekretär für Kooperativen im Ministerium für Wirtschaftsangelegenheiten                           |               | Elizário Ferreira              | FRETILIN      | 2020–2023 |
| IX.                                   | Staatssekretär für Kooperativen SECOOP                                                                  |               | Arsénio Pereira da Silva       | CNRT          | seit 2023 |
| IX.                                   | Staatssekretär für Berufsbildung und Beschäftigungspolitik                                              |               | Rogério Araújo Mendonça        | CNRT          | seit 2023 |

## Belege
Für Belege siehe Artikel zu den einzelnen Regierungen.